# فورد اف-۶۵۰

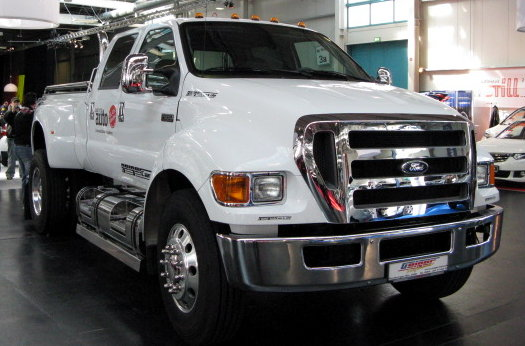

فورد اف-۶۵۰ (Ford F-۶۵۰) خودرویی است که از سال‌ ۲۰۰۰ در مکزیک تولید میشود. سیستم جعبه‌دندهٔ آن ۷ دنده به دو صورت خودکار و دستی است.

## نگارخانه

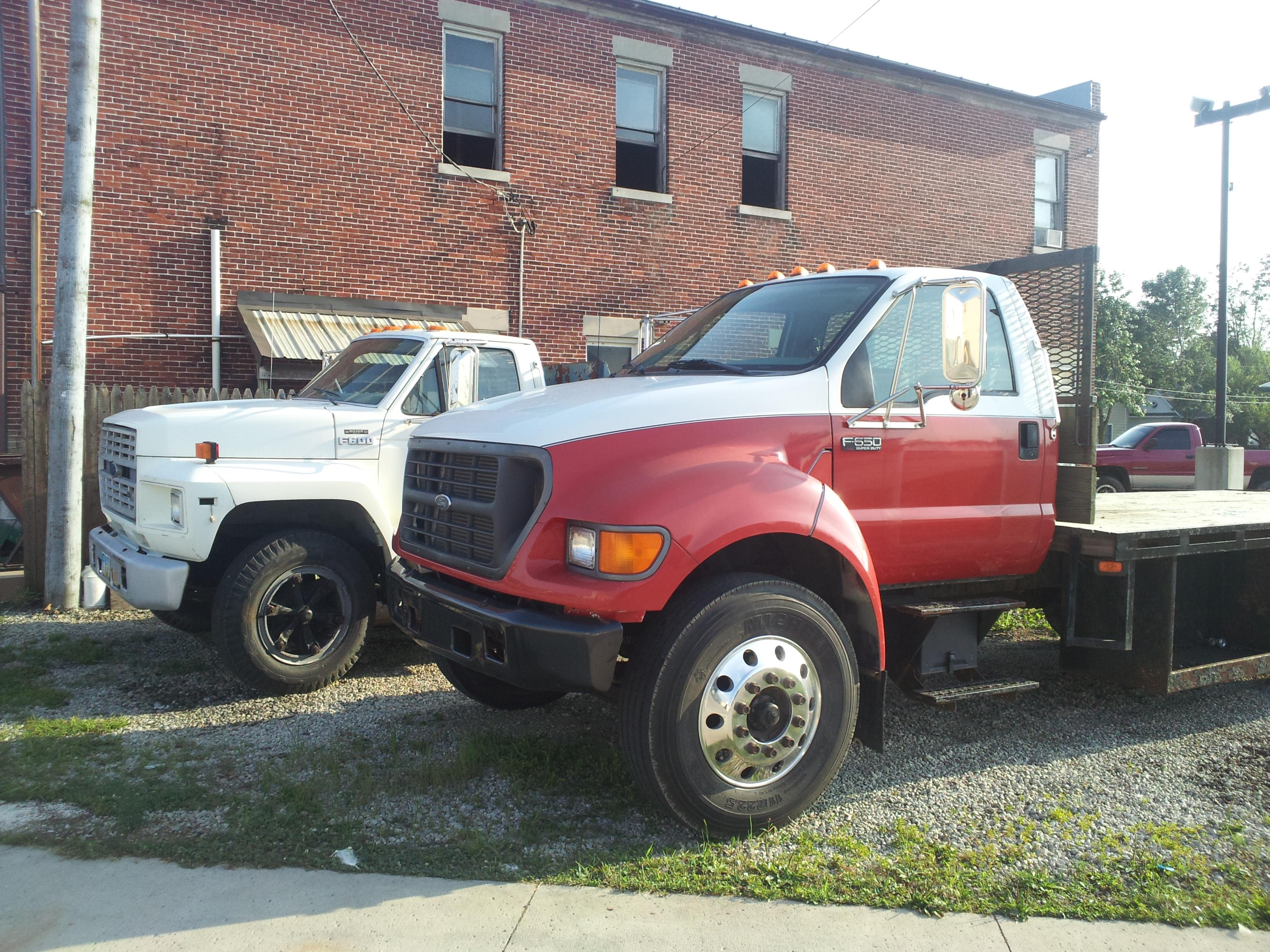